# Codage par intervalle
Le codage par intervalle est un codage entropique utilisé en compression de données sans perte. Il a été élaboré par G. Nigel N. Martin en 1979. Ce codage est très similaire au codage arithmétique.

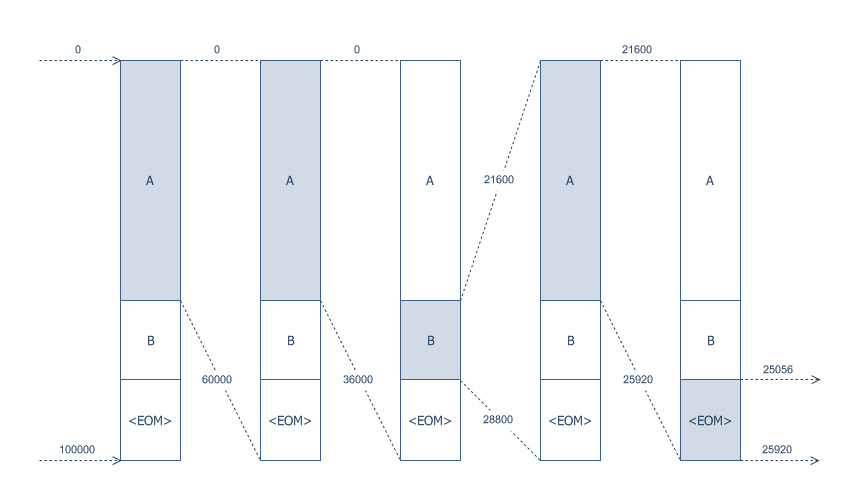
Représentation graphique du processus de codage. Le message codé est « AABA<EOM> » où « <EOM> » représente la fin du message.